# PatientsLikeMe

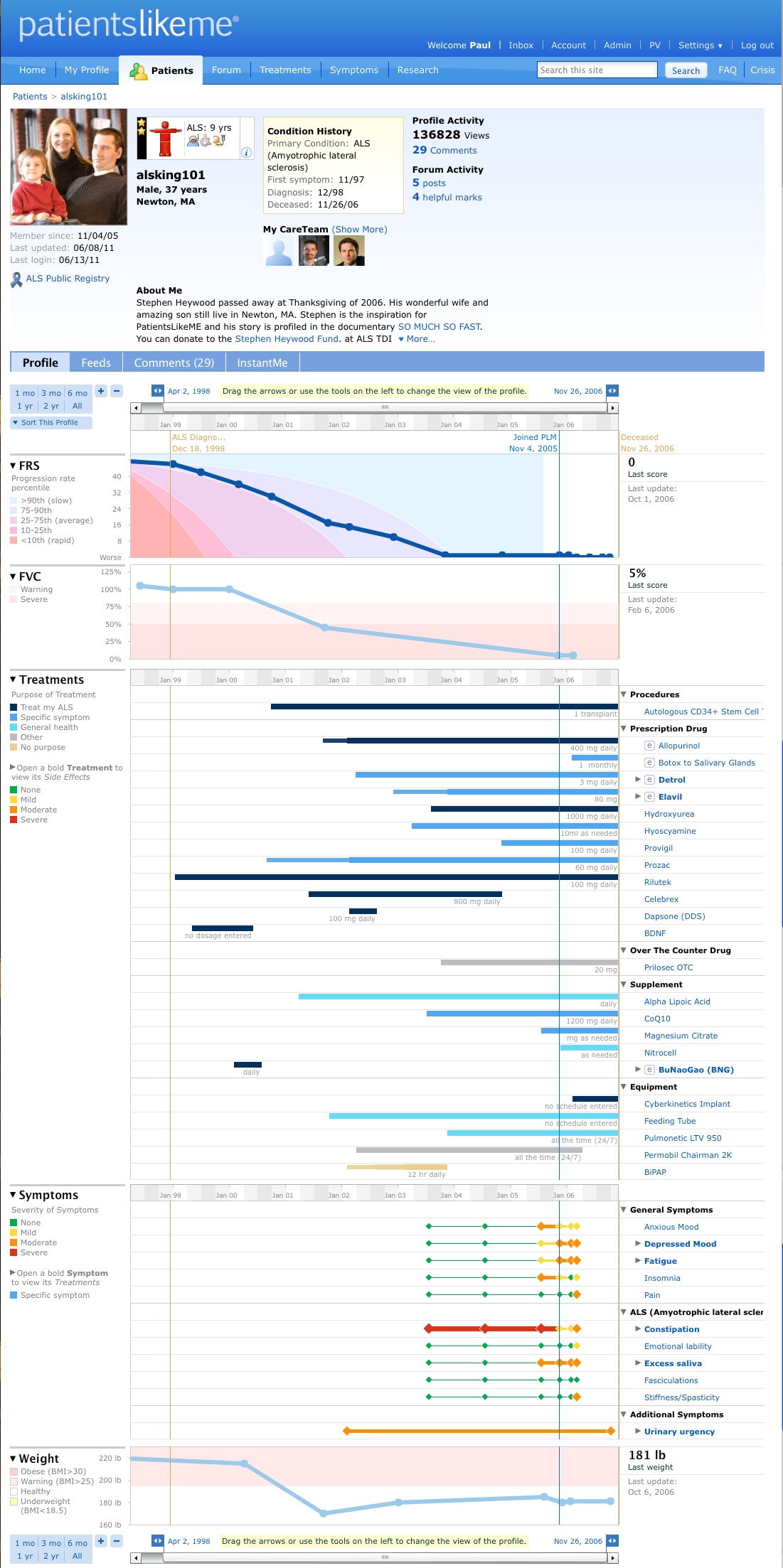
Capture d'écran du site web PatientsLikeMe

PatientsLikeMe est un réseau social sur Internet où des personnes atteintes de certaines maladies spécifiques peuvent échanger des informations sur leur maladie, leur traitement et leur expérience.
Le site fut lancé en 2005 lorsque les frères Heywood, James et Benjamin, reconnurent le besoin en communication de patients atteints d'une maladie spécifique après que l'on eut diagnostiqué une sclérose latérale amyotrophique (SLA) chez leur frère Stephen (en).
Fin 2010, le site héberge une quinzaine de communautés autour de maladies graves affectant les patients et leur famille (sclérose latérale amyotrophique, épilepsie, fibromyalgie, syndrome de fatigue chronique, sida, dépression, maladie de Parkinson, transplantation ainsi que des maladies rares comme la dégénérescence cortico-basale, la neuromyélite optique, l'atrophie multisystématisée, etc.).  D'autres sont en préparation.
Cette possibilité de rendre public son dossier médical représente un changement de paradigme dans la relation patient-médecin.  Le rassemblement d'un plus grand nombre de cas permet également à la recherche médicale de progresser.
En juin 2019, PatientsLikeMe est acheté par la société d'assurance et de soins de santé UnitedHealth Group et la plateforme en ligne est intégrée à sa division de recherche.